# Peter von Aspelt
Peter von Aspelt, italianizzato come Pietro di Aspelt (Aspelt, 1240/1245 – Magonza, 5 giugno 1320), è stato un arcivescovo cattolico e medico lussemburghese, arcivescovo di Magonza dal 1306 fino alla sua morte e influente figura politica della sua epoca.

## Biografia
Nel 1280 Pietro di Aspelt ricevette la consacrazione sacerdotale dopo avere studiato teologia a Treviri.
Pietro di Aspelt, nato a Aspelt (Frisange), medico di Enrico VII di Lussemburgo (l'Arrigo VII di Dante) e medico personale e cappellano di Rodolfo I d'Asburgo, poi negli ordini sacri, prevosto della basilica di San Martino di Binga, prevosto di Wyssehrad e cancelliere del regno di Boemia, nel 1296 vescovo di Basilea, nel 1306 arcivescovo elettore di Magonza, ebbe parte principalissima nell'elezione di Enrico VII, ed incoronò il re di Boemia Giovanni I. Nella contestata elezione del 1311 egli fu tra i principali partigiani di Ludovico il Bavaro, ma non vide la fine della contesa, essendo morto nel 1320. Fu uno dei più potenti principi ecclesiastici dell'impero, fra cui vi erano allora Baldovino di Lussemburgo fratello di Enrico, elettore di Treviri, ed Enrico conte di Virneburgo, elettore di Colonia. 
All'inizio del XIV secolo Pietro raccolse gli statuti della città in un unico corpo che era strutturato come il Liber Extra/Liber Sextus. Nel corso del secolo successivo gli statuti assunsero, come ha constatato il relatore, un carattere teologico-pastorale più marcato.
Il tesoro del Duomo di Magonza si arricchì particolarmente durante il suo episcopato. A Magonza egli fece fare un inventario dei beni per proteggerli, in attesa di un ripristino della libertà dell'Ordine dei cavalieri templari.

## Genealogia episcopale e successione apostolica
La genealogia episcopale è:
- Cardinale Matteo d'Acquasparta, O.F.M.
- Arcivescovo Peter Von Aspelt

La successione apostolica è:
- Vescovo Jan z Dražic (1301)

## Opere

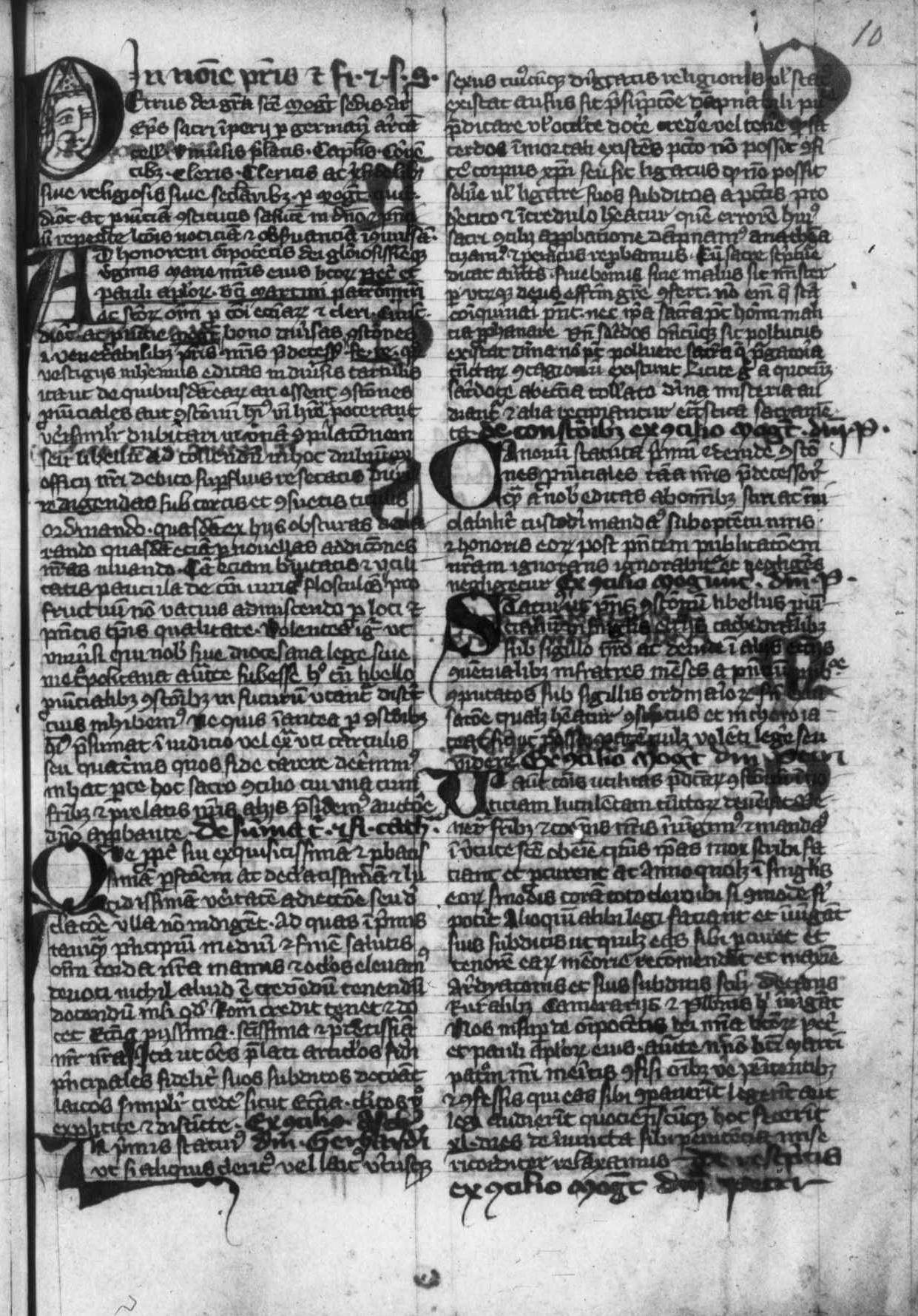
Statuta provincialia, manoscritto, XIV secolo

### Manoscritti
- Statuta provincialia, XIV secolo, London, British Library, Arundel MS, Arundel MS 414,  f. 10.